# "Heroes"
""Heroes""는 영국의 록 뮤지션 데이비드 보위의 열두 번째 정규 음반이다. 1977년 10월 14일 RCA 레코드를 통해 발표되었다. 브라이언 이노와 토니 비스콘티와 함께 녹음한 베를린 3부작의 두 번째 작품이다. ""Heroes""는 바로 전작이자 베를린 트릴로지의 첫 작인 "Low"에 이어 보위의 앰비언트 실험을 이어 나간 작품이다. 또한 킹 크림슨의 기타리스트인 로버트 프립이 참여하여 기여를 하였다. 베를린 3부작 중 모든 수록곡이 베를린에서 녹음된 유일한 음반이다.

## 제작

### 제작 과정

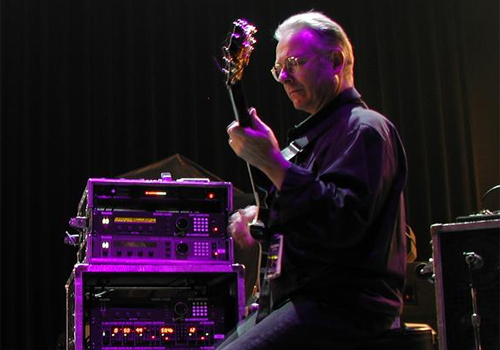
로버트 프립

음반은 게슈타포의 무도장을 개조한 한사 스튜디오에서 1977년에 녹음했다. 스튜디오는 베를린 장벽 근처에 위치해 있었다. 프로듀서 토니 비스콘티, 브라이언 이노, 기타리스트 카를로스 알로마, 리듬 섹션 조지 데이비스와 데니스 데이비스 등, Low에 참여했던 많은 뮤지션이 “Heroes"에도 참여했다. 또한 새로이 Neu!의 미하엘 로터를 세션에 참가시키려 하였으나 보위의 음악적 비전이 너무 상업적이라는 이유를 들어 로터는 참가를 거절했다. 미하엘 로터의 자리는 결국 킹 크림슨의 로버트 프립에게 돌아갔다. 보위의 요청을 받고 베를린에 도착한 프립은 완성된 배킹 트랙을 듣고 단 한 번의 녹음으로 모든 녹음을 끝마쳤다.
브라이언 이노는 로버트 프립의 참여를 촉진했다. 프립은 “1977년 7월 뉴욕에 살고있을 때 전화를 받았습니다. 브라이언 이노였어요. 그는 그와 데이비드가 베를린에서 녹음을 하고 있다고 했고. 저보고 와줄 수 있느냐 했습니다. 데이비드는 저에게 “스릴 있는 로큰롤 기타를 연주해 볼 관심이 있느냐”고 했죠. 저는 데이비드에게 삼년 동안 기타를 치지 않았는데, 만약 이를 감당할 수 있으면 수락한다고 했습니다. 얼마 후 루프트한자 1등석 표를 받았죠”라며 당시 상황을 회고했다.
이노는 그의 비스듬한 전력 (Oblique Strategies) 카드를 앨범 녹음 중에 사용했다. 이는 Sense of Doubt 같은 연주곡들을 녹음할 때 사용되곤 했다.
제목인 “Heroes”는 독일 밴드 Neu!의 앨범 Neu! ‘75의 트랙 Hero에서 따왔다.

### 커버 아트
스키타 마사요시가 찍은 “Heroes”의 커버 아트는 독일의 화가 에리히 헤켈의 1917년작 Roquairol에서 영향을 받아 만들어졌다. 보위가 프로듀싱한 이기 팝의 The Idiot의 커버 아트 또한 동일한 작품에서 영향을 받아 “Heroes”와 닮은 커버 아트를 가지고 있다. The Idiot의 커버 아트 역시 스키타 마사요시가 촬영했다.
“Heroes”의 커버 아트는 보위의 2013년작 The Next Day에서 다시 활용되었다. “Heroes”의 커버 아트는 희미해지며 “Heroes”라 쓰여진 글씨는 취소선이 그어진다. 그 위에 The Next Day라고 쓰여진 흰 상자를 올려놓는다.

## 스타일
서베를린에 위치한 한사 스튜디오에서 녹음된 “Heroes”는 냉전 당시 시대정신을 반영하고 있으며, 분리된 베를린을 상징하고 있다. 프로듀서인 토니 비스콘티는 “앨범을 만드는 것은 나의 마지막 대모험 중 하나였다. 스튜디오는 베를린 장벽으로부터 460미터 떨어져있고, 레드 가드들은 우리 컨트롤룸 창문을 쌍안경으로 들여다보곤 했다.”라며 당시 상황을 회고했다.

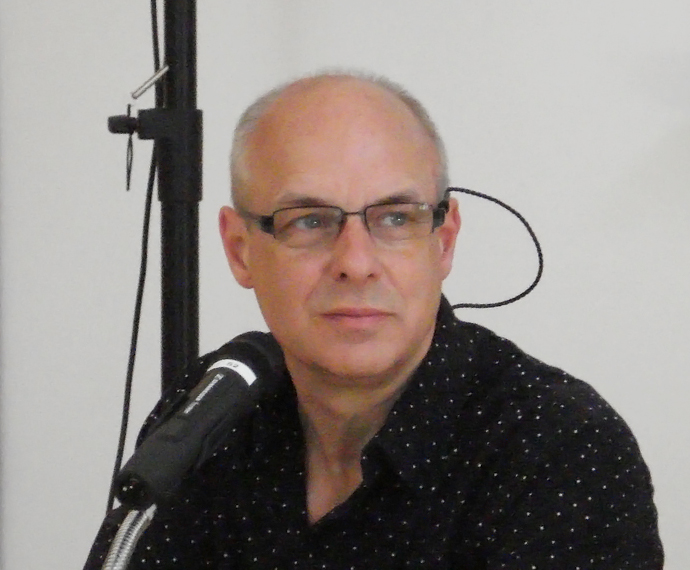
브라이언 이노

베를린 트릴로지 중 두번째 작품인“Heroes”는 Low에 이어 보위의 음악적 실험들을 이어나갔다. 백색 소음 생성기, 신디사이저, 코토 등과 같은 다양한 주변 음성을 혼합하여 앨범을 제작했다. 앨범에서 Low와 가장 구분되는 점은 로버트 프립의 기타 세션이다. 프립이 연주하는 기타는 브라이언 이노가 만들어낸 두텁고 무거운 사운드에 거칠고 예리한 느낌을 덧붙인다. 이에 “Heroes”는 이전작에 비해 훨씬 중후하고 박진감 넘치는 사운드를 갖게 된다. 이러한 사운드적 특성은 보위의 보컬 스타일 변화를 이끌어냈다. 이전에 보위의 보컬 스타일이 절제되고 디테일 했었다면, 이 앨범에서는 감정의 발산을 스타일로 삼았다. 실제로 보위는 녹음할 당시 세 개의 마이크를 복도에 설치하고 먼 거리에서 외치듯 녹음했다.
앨범의 구성에 있어서는 전작 Low의 포맷을 반복하고 있다. 전반부는 좀더 대중적인 곡들을 수록했다면 후반부는 음악적 실험에 무게를 두고 거의 모든 곡을 연주곡으로 채운다. 그러나 Low에 비해서 더욱 크라우트 록의 성향을 들어내는데 이는 후반부의 첫 트랙인 V-2 Schneider에서 들어난다. 크라프트베르크의 플로리안 슈나이더에서 이름을 따온 이 곡은 그에 대한 오마주로 의도되었다. 실제로 보위는 “Heroes”를 더욱 크라우트 록적인 앨범으로 만들기 위해 Neu!의 미하엘 로터를 세션에 참가시키려 하였다. 또한 Low와 비교했을 때 후반부의 앰비언트 트랙들이 서로 구별되는 사운드를 갖고 있다.
Low가 낮은 흥행을 기록했기에 “Heroes”는 훨씬 대중적 요소가 강화되었다. 물론 음악적 구성에서 Low의 포맷을 따르고 있지만 Low가 음악적 실험 고려에서 비롯된 것이라면 “Heroes”는 대중성에 대한 고려가 반영되어 있다.

## 평가
| 전문가 평가                   | 전문가 평가 |
| 평가 점수                     | 평가 점수   |
| 출처                          | 점수        |
| ----------------------------- | ----------- |
| 올뮤직                        | [ 10 ]      |
| 블렌더                        | [ 11 ]      |
| 시카고 트리뷴                 | [ 12 ]      |
| Christgau's Record Guide      | B+          |
| Encyclopedia of Popular Music | [ 14 ]      |
| Entertainment Weekly          | A−          |
| NME                           | 8/10        |
| Pitchfork                     | 10/10       |
| The Rolling Stone Album Guide | [ 18 ]      |
| Select                        | 5/5         |

“Heroes”는 Low와 함께 보위의 음악적 실험성을 나타내는 대표작으로 꼽힌다. 음악적 대중성과 실험성의 균형을 맞췄다고 평가받는다. 기존 록과 앰비언트, 아방가르드 팝, 크라우트 록 등을 융합하여 새로운 음악을 만들었다 평가받는다. 아티스트로서의 보위를 나타내는 대표작 중 하나로 꼽힌다. 예컨대 Pitchfork지는 베를린 트릴로지, 특히 “Heroes”는 예술가가 성장하는 모든 징후를 보여 주고, 자본주의적 자아와 성공을 과시하는 것 대신 영혼에 집중한다”고 평가했다.
비평적으로 1977년 NME’s Album of the Year로 꼽혔다. Melody Maker지에게 역시 올해의 앨범으로 뽑혔다. 또한 “Heroes”는 죽기 전에 꼭 들어야 할 앨범 1001장에 포함되기도 하였다.
타이틀 곡인 Heroes는 보위의 가장 잘 알려지고 인정받는 대표곡으로 꼽힌다. Rolling Stone지에서 선정한 역사상 가장 위대한 노래 500곡에 포함되어 46위에 선정되었다.

## 영향

### 다른 음악가들에게
이 음반의 초기 영구적인 영향력의 예는 1980년 존 레논의 발언에서 볼 수 있다. 존 레논은 자신의 음반 Double Fantasy를 만들 때 목표가““Heroes”만큼 좋은 앨범을 만들자”라 언급했다.
타이틀 곡은 이후 다양한 아티스트들에 의해서 커버되어왔다. 예컨대 “Heroes” 제작에 참여한 로버트 프립의 프로그레시브 록 밴드 킹 크림슨의 앙코르 곡으로 계속해서 쓰여져왔고, 피터 가브리엘과 같은 아티스트들에 의해 계속 커버해져오고 있다.
필립 글래스는 1996년 보위의 “Heroes”에 기반하여 그의 4번 교향곡 “Heroes” Symphony를 작곡하였다. 똑같이 보위의 Low에 기반하여 작곡된 1번 교향곡 Low Symphony의 연장선상이었다.

### 베를린 장벽 붕괴
“Heroes”의 타이틀 곡인 Heroes는 베를린 장벽이 붕괴되는데 공헌을 하였다. 1987년 보위는 베를린에 돌아와 서베를린 의사당 앞 야외광장에서 공연을 하였다. 공연 장소가 베를린 장벽 근교에 위치하여서, 공연 소리가 동베를린에까지 전해졌다. 이에 따라 동독의 청년층들은 보위의 공연을 듣기 위해 장벽 앞에 섰고, 이를 동독 경찰이 물대포를 쏘며 진압하였다. 또한 200여명의 동독 청년층이 체포되었다. 이로 인해 동독 내에서 폭력 시위가 촉발되었는데 이는 미국 레이건 대통령과 소련 고르바초프 서기장이 장벽을 허무는 것에 대한 대화를 나누는 계기가 되었다.
이러한 이유로 독일 외교부는 데이비드 보위가 사망하였을 당시 트위터에 "굿 바이 데이비드 보위. 당신은 우리의 '히어로스'(Heroes)다. 베를린 장벽 붕괴에 도움을 준 데 대해 감사한다”는 글과 함께 애도를 표했다.

## 곡 목록

### 오리지널 발매
전체 작사·작곡: 특별한 표기가 없는 한 데이비드 보위
| #            | 제목                       | 작사·작곡                    | 재생 시간 |
| ------------ | -------------------------- | ---------------------------- | --------- |
| 1.           | 〈Beauty and the Beast〉   |                              | 3:32      |
| 2.           | 〈Joe the Lion〉           |                              | 3:05      |
| 3.           | 〈Heroes〉                 | 데이비드 보위, 브라이언 이노 | 6:07      |
| 4.           | 〈Sons of the Silent Age〉 |                              | 3:15      |
| 5.           | 〈Blackout〉               |                              | 3:50      |
| 총 재생 시간 | 총 재생 시간               | 총 재생 시간                 | 19:49     |

전체 작사·작곡: 특별한 표기가 없는 한 데이비드 보위
| #            | 제목                          | 작사·작곡                    | 재생 시간 |
| ------------ | ----------------------------- | ---------------------------- | --------- |
| 1.           | 〈V-2 Schneider〉             |                              | 3:10      |
| 2.           | 〈Sense of Doubt〉            |                              | 3:57      |
| 3.           | 〈Moss Garden〉               | 데이비드 보위, 브라이언 이노 | 5:03      |
| 4.           | 〈Neuköln〉                   |                              | 4:34      |
| 5.           | 〈The Secret Life of Arabia〉 |                              | 3:46      |
| 총 재생 시간 | 총 재생 시간                  | 총 재생 시간                 | 20:30     |

### 재발매
“Heroes"는 1980년대 중반 RCA 레코드에 의해 CD로 처음 발매되었다. 1991년에 라이코디스크사가 두 개의 보너스 트랙을 가지고 재발매하였다. 1991년판은 영국에서 EMI레코드에 의해 CD, 카세트, LP로 발매되었고, 이어서 20비트 SBM AU20 Gold CD 에디션으로 나왔다. 1999년 EMI/Virgin에서 출시한 추가 버전은 보너스 트랙이 없이 발매되었고 24비트 디지털 리마스터 사운드를 가지고 있다.
| #  | 제목                                                        | 재생 시간 |
| -- | ----------------------------------------------------------- | --------- |
| 1. | 〈Abdulmajid〉 (미발표 곡, 1976-79년 녹음; 보위, 이노 작곡) | 3:40      |
| 2. | 〈Joe the Lion〉 (1991 리믹스 버전)                         | 3:08      |

## 참여 인원
- 데이비드 보위 - 보컬, 키보드, 기타, 색소폰, 코토, 탬버린, 백 보컬, 프로듀서
- 카를로스 알로마 - 리듬 기타
- 데니스 데이비스 - 드럼, 퍼커션
- 조지 머레이 - 베이스 기타
- 브라이언 이노 - 신디사이저, 키보드, 기타
- 로버트 프립 - 리드 기타
- 토니 비스콘티 - 퍼커션, 백 보컬, 프로듀서
- 안토니아 마스 - 백 보컬
- 콜린 서스톤 - 엔지니어

## 차트

### 주간 차트
| 차트 (1977)                     | 최고 순위 |
| ------------------------------- | --------- |
| 노르웨이 앨범 차트              | 13        |
| 뉴질랜드 앨범 차트              | 15        |
| 네덜란드 메가 앨범 차트         | 3         |
| 미국 빌보드 200                 | 35        |
| 스웨덴 앨범 차트                | 13        |
| 영국 앨범 차트                  | 3         |
| 오스트리아 앨범 차트            | 19        |
| 일본 오리콘 LP 차트             | 57        |
| 캐나다 RPM 앨범 차트            | 44        |
| 프랑스 SNEP 앨범 차트           | 19        |
| 호주 켄트 음악 리포트 앨범 차트 | 6         |

### 연말 차트
| 차트 (1977)        | 순위 |
| ------------------ | ---- |
| 네덜란드 앨범 차트 | 20   |
| 프랑스 앨범 차트   | 94   |
| 차트 (1978)        | 순위 |
| 호주 앨범 차트     | 87   |

## 판매량 및 기록
| 지역                  | 인정 | 인정 단위/판매량 |
| --------------------- | ---- | ---------------- |
| Canada (Music Canada) | Gold | 50,000^          |
| United Kingdom (BPI)  | Gold | 50,000^          |

## 트리비아
- 프로듀서 토니 비스콘티에 따르면 Joe The Lion의 가사 작성과 녹음에 한 시간도 소비되지 않았다.
- 앨범의 모든 곡들은 첫번째 녹음을 사용하였다.
- 로버트 프립은 그가 미국에서 온 날 오후 하루만에 “Heroes”의 세션 녹음을 끝마쳤다.
- V-2 Schneider는 크라프트베르크의 플로리안 슈나이더의 이름에서 영향을 받아 따왔다.
- 앨범의 몇몇 곡들은 1978년 보위의 Low and Heroes World Tour에서 연주되었는데, 이 곡들은 같은 해 나온 라이브 앨범인 Stage에 포함된다.
- RCA 레코드는 "오래 된 파도가 있다. 새로운 파도가 있다. 데이빗 보위가 있다"라는 슬로건으로 "Heroes"를 마케팅했다.